# Anthomastus bathyproctus
Anthomastus bathyproctus is een zachte koraalsoort uit de familie Alcyoniidae. De koraalsoort komt uit het geslacht Anthomastus. Anthomastus bathyproctus werd in 1993 voor het eerst wetenschappelijk beschreven door Bayer. 